# Marcus Müller (Fußballspieler)
Marcus Müller (* 20. August 2002) ist ein deutscher Fußballspieler.

## Karriere
In seiner Zeit als Jugendspieler wechselte Müller 2016 vom Turn- und Sportverein 1847 Schwaben Augsburg zum FC Königsbrunn, bei dem er bis 2018 blieb. Anschließend trat er bis 2019 für den Turn- und Sportverein Schwabmünchen 1863 und danach bis 2021 für die Jugend des FC Augsburg an.
Ab der Saison 2020/21 gehörte er auch zum Kader der zweiten Herren des FC Augsburg, für die er 56 Partien in der Fußball-Regionalliga Bayern bestritt und dabei 15 Tore erzielte. Zur Spielzeit 2023/24 wechselte Müller aus Bayerisch-Schwaben ablösefrei nach Rheinland-Pfalz in die ebenfalls viertklassig spielende zweite Mannschaft des 1. Fußball- und Sportvereins Mainz 05. Zu seinem ersten Einsatz für das Profiteam kam er am 16. Dezember im Heimspiel gegen den 1. FC Heidenheim. Dabei wurde er in der 71. Minute beim Stand von 0:1 eingewechselt.
Im August 2024 wechselte der 1,88 Meter große Stürmer zum Drittligisten VfL Osnabrück. Ein Jahr später wechselte er zu Holstein Kiel und unterschrieb dort einen Vertrag bis 2028.